# Perquage

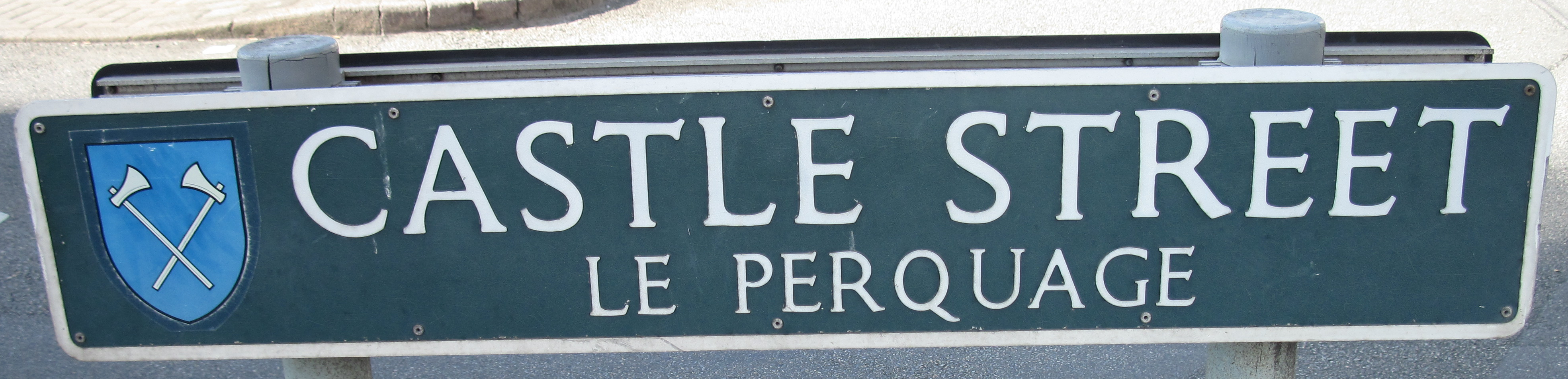
La rue du Perquage à Saint-Hélier.

Le perquage est un terme utilisé à Jersey pour désigner un chemin sanctuarisé reliant chacune des églises de l'île Anglo-Normande à la côte. Ces chemins avaient une perche de largeur d'où le nom de perquage, du normand perque, dérivé du nom latin pertica.

## Historique
Dans l'ancien droit normand, dont les îles anglo-normandes sont héritières, chaque paroisse devait offrir pour tout justiciable un lieu de refuge, utilisé comme droit d'asile, face aux autorités judiciaires.
Ceux qui ont enfreint la loi, ou ont été accusés d'une infraction, pouvaient se réfugier dans leur église la plus proche, et y demeurer pendant huit jours, période durant laquelle leur famille leur apportait de la nourriture. Ensuite, le neuvième jour, ils devaient décider de se soumettre à la justice ou de quitter l'île de Jersey pour toujours, à moins qu'ils n'obtiennent un pardon du roi. De nombreux criminels purent ainsi en toute légalité quitter l'île en utilisant le chemin de perquage sur lequel ils ne pouvaient point être arrêtés. Ils pouvaient ainsi rejoindre la côte et embarquer à bord d'un bateau.
Ces voies d'accès à la mer étaient désignées sous le terme de perquage du latin pertica car elles mesuraient la valeur d'une perche, soit entre 22 et 24 pieds de largeur, soit environ sept mètres de large. 
Il y avait douze perquages sur l'île de Jersey correspondant aux douze paroisses de l'île.
Vers 1660, le roi Charles II d'Angleterre donna au bailli de Jersey,  Édouard de Carteret, en récompense pour les services rendus, l'ensemble des perquages de l'île de Jersey. Édouard de Carteret en revendit une grande partie aux divers propriétaires ayant leur terrain contiguë à ces chemins de perquage, et en donna des parcelles aux églises de Jersey. Ce fut la fin de ces chemins sanctuarisés qui conduisaient de l'église à la mer.